# Rhodobates curvativus
Rhodobates curvativus är en fjärilsart som beskrevs av Li och Xiao 2006. Rhodobates curvativus ingår i släktet Rhodobates och familjen äkta malar. Inga underarter finns listade.